# Joseph Bologne, Chevalier de Saint-Georges
Joseph Bologne, Chevalier de Saint-Georges, auch: Saint-George (* 25. Dezember 1745 in Baillif, Guadeloupe; † 10. Juni 1799 in Paris), war ein französischer Geigenvirtuose, Komponist und Dirigent. Er war auch Athlet und Fechter und während der Französischen Revolution Kommandeur (Colonel) der Légion des Américains et du Midi, des zu dieser Zeit einzigen Regiments in Europa, in dem schwarze Soldaten dienten.

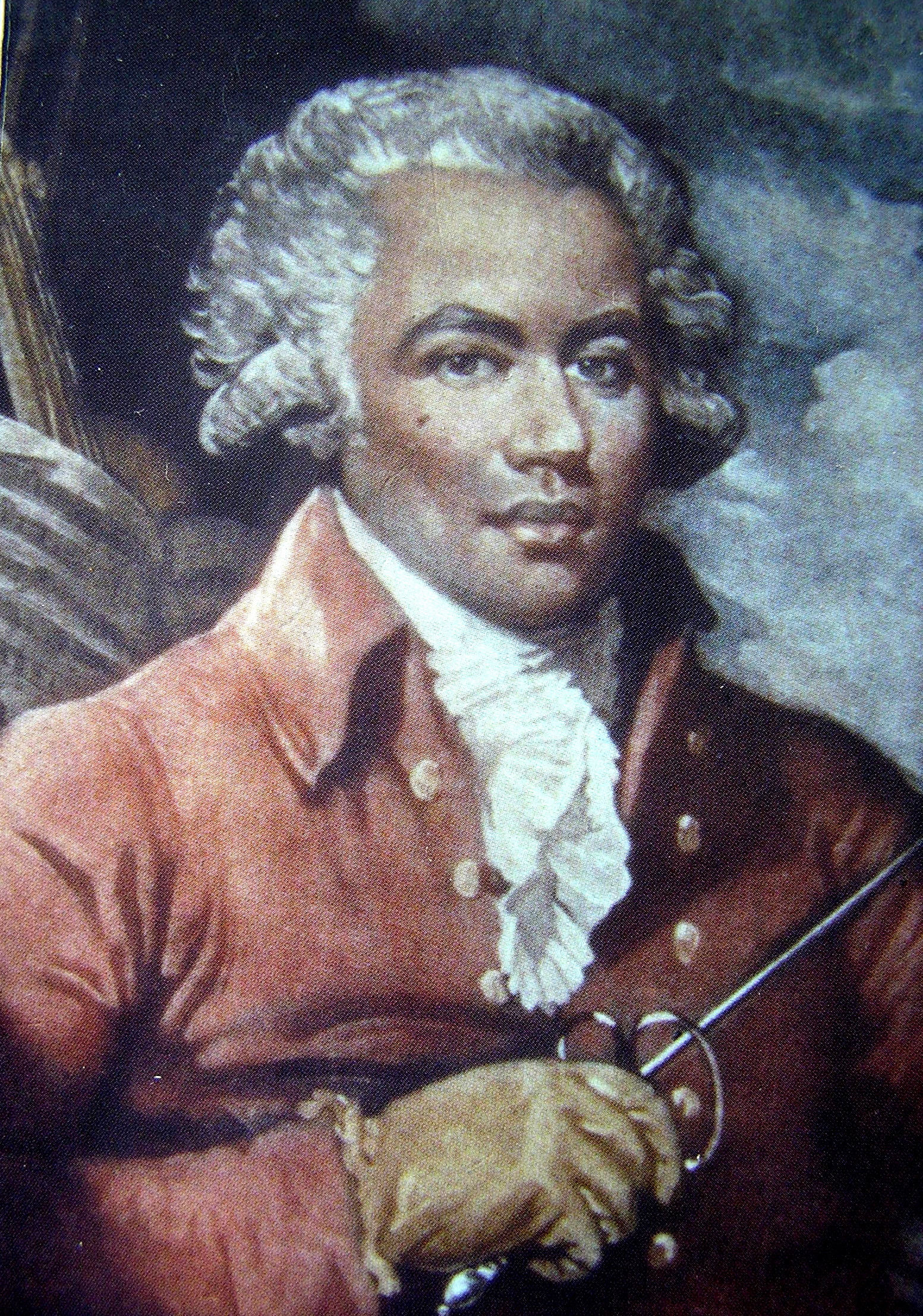
Le Chevalier de Saint-Georges von Mather Brown, 1787

## Leben

### Karibik
Seine genaue Herkunft war lange umstritten. Man geht heute davon aus, dass Joseph Bologne  an Weihnachten 1745 zur Welt kam. Die Annahme der Association du Chevalier de Saint-George, es handele sich um den illegitimen Sohn von George de Bologne de Saint-Georges (1711–1774), scheint zu stimmen. Seine Mutter war eine 16-jährige Sklavin aus Guadeloupe namens Anne Nanon, die der Ehefrau seines Vaters, Elisabeth Mérican (1722–1801), als Zofe dienen musste.

### Frankreich
1747 wurde George de Bologne während eines Besuches bei seinem Onkel Samuel de Bologne zu einem Duell gefordert. Dabei wurde sein Gegner verletzt, konnte aber zunächst ohne Hilfe nach Hause gehen. Drei Tage später starb der Mann, wahrscheinlich eher an einer Tetanusinfektion als an der Wunde selbst, und George wurde des Mordes angeklagt. Er floh aus Basse-Terre und wurde am 31. März 1748 in absentia verurteilt, „gehängt und zu Tode gedrosselt zu werden am Galgen, der an der Ecke des öffentlichen Platzes in dieser Stadt Basse-Terre errichtet ist“. Alle seine Güter wurden eingezogen.

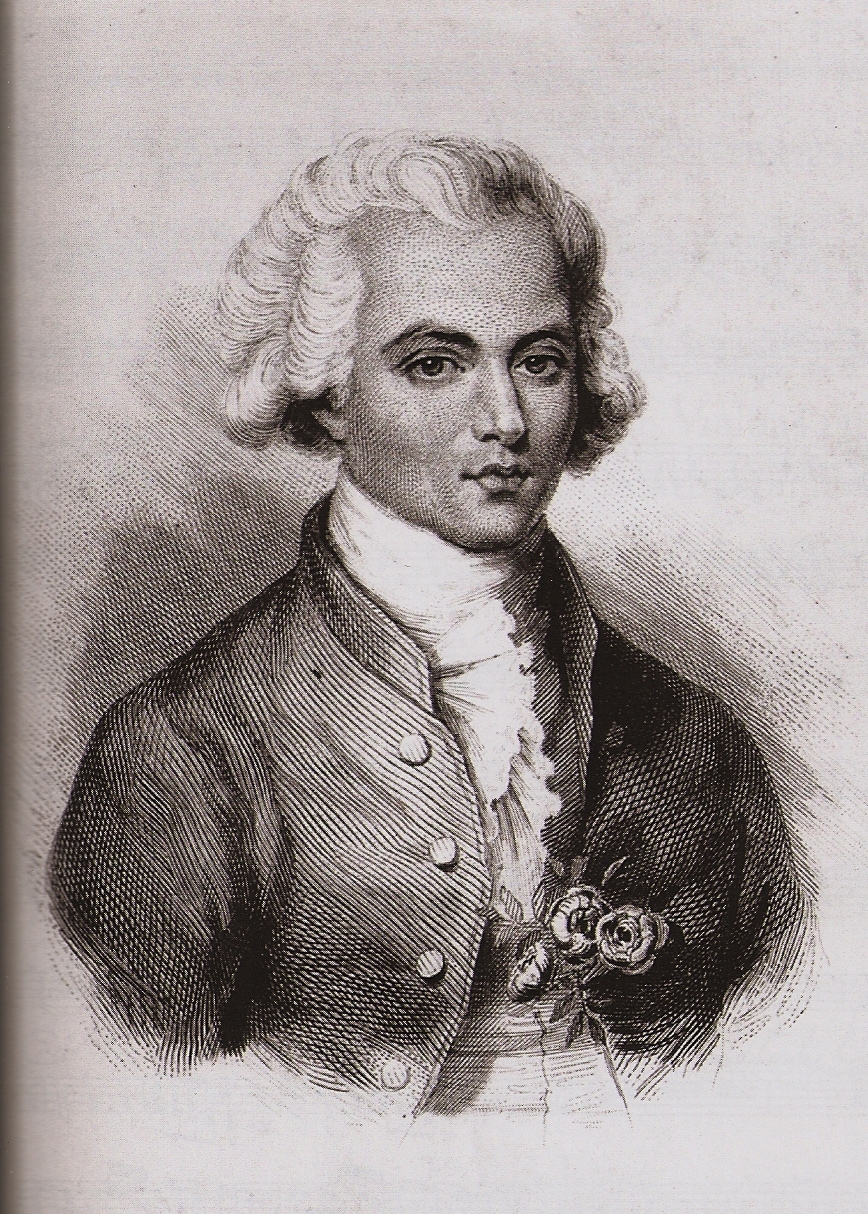
Saint-Georges im Jahr 1768, 22 Jahre alt

Zwischen September 1748/49 wurde der 3-jährige Joseph von seiner Mutter (mit der „Stiefmutter“ Elisabeth Mérican) nach Frankreich mitgenommen, zunächst nach Bordeaux, dann nach Angoulême, wo sein Onkel Pierre lebte. 1753 wurde Joseph zum zweiten Mal nach Frankreich geschickt. Er war Schüler am Collège Saint-Louis in Angoulême. 1755 kam die Mutter zusammen mit seinem Vater nach Paris. Als 13-Jähriger erhielt er eine Fechtausbildung in der Fechtschule des Fechtmeisters Nicolas Texier de la Boëssière. Außerdem bekam er eine musikalische Ausbildung, wahrscheinlich beim Violinvirtuosen Pierre Gaviniès. Joseph verwendete ab 1763 den Titel seines Vaters. 1764 wurde er mit 17 Jahren in die Garde du corps du roi in Versailles aufgenommen. Auch in der Musik war er weiter aktiv, Antonio Lolli, Carl Stamitz und der Komponist und Orchesterleiter François-Joseph Gossec widmeten ihm einige musikalische Werke.

### Erste Erfolge

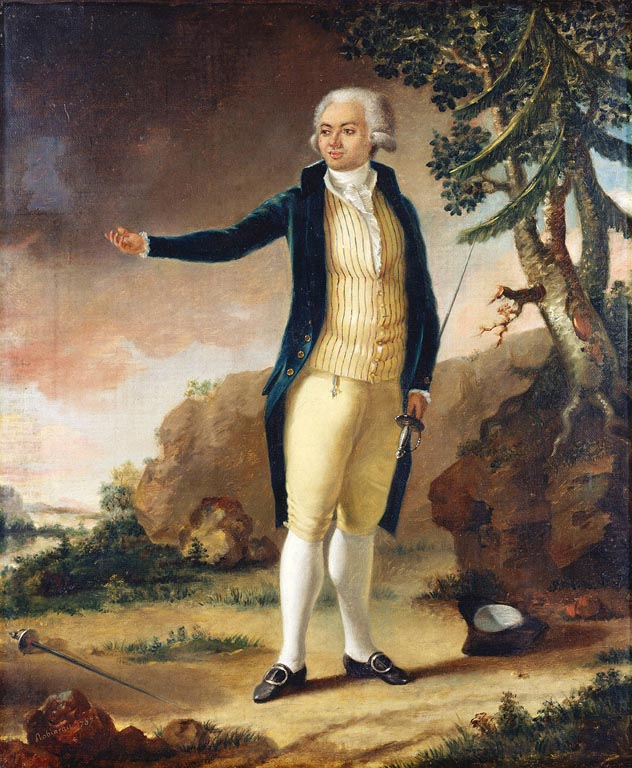
Chevalier de Saint-Georges von Charles Jean Robineau

Joseph Bologne, Chevalier de Saint-Georges, war wegen seiner guten Manieren und künstlerischen sowie sportlichen Fähigkeiten eine umschwärmte Persönlichkeit. Er brillierte in der Pariser Gesellschaft als Schwimmer und Eisläufer. Als Musiker trat er mehrmals mit Baron Karl Ernst von Bagge und Madame de Genlis, die Harfe spielte, auf. Saint-Georges’ eigentliche musikalische Karriere begann 1769, als er dem Orchester von Concert des Amateurs als erster Violinist beitrat. 1772 erfolgte sein Debüt als Komponist. In der Nachfolge Gossecs übernahm Saint-Georges 1773 die Leitung von Concert des Amateurs, das er bekannt machte. 1774 starb sein Vater in Guadeloupe, und seine Halbschwester erbte die zwei Plantagen. 1775 führte Saint-Georges als einer der ersten die Symphonie concertante und einige Quatuors concertants ein. 1776 war Saint-Georges als musikalischer Direktor der Académie Royale de musique im Gespräch und plante, diese zu reformieren. Der Widerstand einiger Sängerinnen, die sich weigerten, unter einem „Mulatten“ zu singen, einer Tänzerin mit viel Einfluss bei ihrem Gönner und dadurch geweckte Bedenken des Hofes verhinderten die Berufung. 1777 wurde im Théâtre-Italien seine erste Oper, basierend auf einem Libretto von Pierre Choderlos de Laclos, uraufgeführt, hatte aber vor allem wegen des enttäuschenden Librettos keinen Erfolg. Madame de Montesson lud ihn ein, in ihrem Haus zu wohnen, und Madame de Montalembert, in ihrem Privattheater zu spielen. Louis Philippe I. de Bourbon, duc d’Orléans, ihr Ehemann, ernannte ihn zum Lieutenant de la chasse in Le Raincy. Dort komponierte er seine zweite Oper.
Im Sommer 1778 lebte Saint-Georges zwei Monate lang im Appartement des Barons Melchior Grimm und von Louise d’Épinay, wo auch der junge Mozart wohnte, nachdem seine Mutter am 3. Juli in Paris gestorben war. Saint-Georges hörte auf, Orchesterwerke zu komponieren, dirigierte aber weiterhin sein Orchester. Er musizierte mit der jungen Marie-Antoinette im Petit Trianon. 1780 komponierte er seine dritte Oper nach einem Libretto von Félicité de Genlis. 1781 wurde Concert des Amateurs wegen Geldmangels aufgelöst.

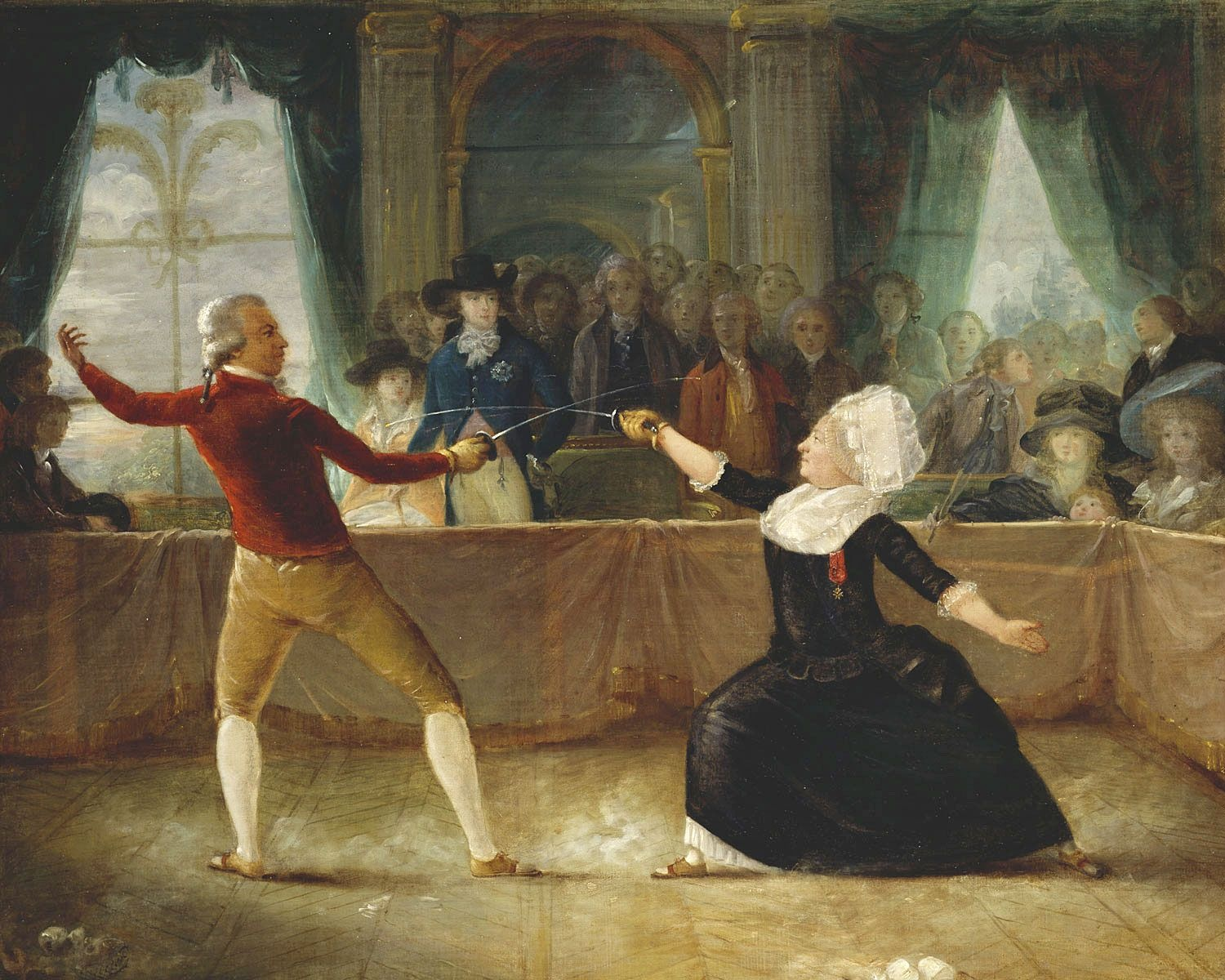
Fechtduell zwischen Saint-Georges und La chevalière d’Éon am 9. April 1787 im Carlton House, zeitgenössisches Gemälde von Charles Jean Robineau.

Saint-Georges war Mitglied der Freimaurerloge zu den Neun Schwestern, und das von ihm geleitete Orchester der Loge „de la Parfaite Estime et Société Olympique“ mit Sitz im Palais Royal führte Concert des Amateurs als Concert de la Loge Olympique bis 1789 fort. Mit 65–70 Mitgliedern – teils Profimusikern der Oper, teils gut ausgebildeten Laien – war es das größte Orchester seiner Zeit.  Saint-Georges kontaktierte Joseph Haydn für eine Komposition und dessen Pariser Sinfonien (Nr. 82–87), die „Olympiques“, wurden unter Leitung von Saint-Georges 1785/1786 uraufgeführt. 1785 wurde Saint-Georges von Louis-Philippe II. Joseph de Bourbon, duc d’Orléans, eingeladen, im Palais Royal zu logieren. Dort lernte er Jacques Pierre Brissot kennen, der Saint-Georges 1787 mit einem Geheimauftrag nach London schickte, wo er William Wilberforce, John Wilkes und Thomas Clarkson kennenlernte. 1788 wurde in Paris die Société des Amis des Noirs gegründet.

### Die Revolution und die Folgen

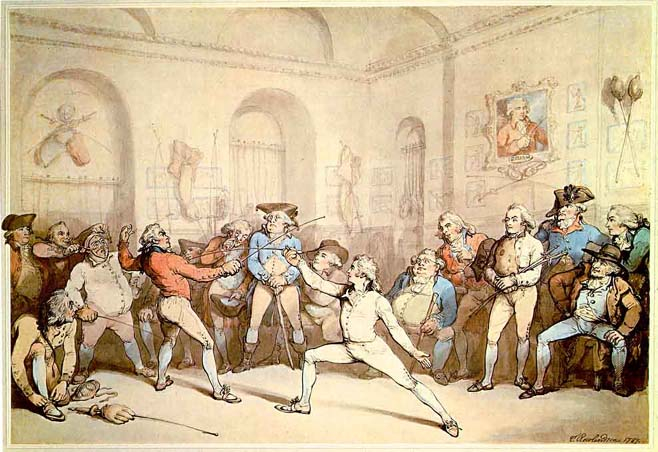
Aquarallgemälde der Fechtschule des Henry Angelo von Thomas Rowlandson, 1787. Saint-Georges’ Porträt und Fechtschuhe sind rechts zu sehen.

Im Mai 1789 war Saint-Georges anwesend bei der Einberufung der Generalstände von 1789, floh aber einige Wochen später nach London. Enttäuscht von Philippe Égalité, zog er 1790 nach Lille. Saint-Georges wurde als Hauptmann in die Garde nationale aufgenommen. Außerdem führte er ein Laienorchester in der Stadt.  Als Theobald Dillon von seinen eigenen Soldaten ermordet wurde, dirigierte Saint-Georges abends ein Requiem.
Er hatte seit dem 8. September 1792 ein eigenes Kommando mit 1000 Soldaten aus den französischen Kolonien unter seinem Befehl, die Légion des Américains et du Midi. Thomas Alexandre Dumas war Leutnant unter ihm. Ab Dezember diente er in der Nordarmee unter General Joseph de Miaczynski. Als Charles-François Dumouriez im März 1793 bei Neerwinden eine Niederlage erlitt, setzte er sich in seinem Hauptquartier in Saint-Amand-les-Eaux fest. Vier Beauftragte des Konvents und der Verteidigungsminister Pierre Riel de Beurnonville wurden nach Lille geschickt, um seine Führung zu untersuchen. Dumouriez schickte Miaczynski nach Lille, um die Beauftragten zu verhaften. Als General Miaczynski am 2. April in Lille eintraf und Saint-Georges für die Teilnahme an einem Staatsstreich zu gewinnen versuchte, wurde der polnische General verhaftet. Dann versuchte Dumouriez seine Truppen zu überreden, nach Paris einzumarschieren, um die revolutionäre Regierung zu stürzen. Die Beauftragten trafen Dumouriez letztendlich, um ihn nach Paris zu bringen, aber der General weigerte sich, ließ sie nach dem Mittagessen verhaften und an Österreich ausliefern. Fünf Tage später begann die Schreckensherrschaft.
Saint-Georges wurde während der Schreckensherrschaft des Wohlfahrtsausschusses im September 1793 denunziert und in Hondainville bei Clermont (Oise) für elf Monate inhaftiert (in Briefen spricht er selbst von 18 Monaten). Im Oktober 1794 kam er frei, erhielt aber kein neues Kommando und wurde ein Jahr später entlassen. Er nutzte 1796 die Gelegenheit, einen Freund nach Saint-Domingue in Haiti zu begleiten, wo François-Dominique Toussaint Louverture die Sklaverei aufgehoben hatte, aber in zahlreiche Kämpfe verwickelt war. Saint-Georges kehrte 1797 enttäuscht nach Paris zurück, wo er zwei Jahre später zurückgezogen und verarmt in der Rue Boucherat Nr. 13 starb.

### Nachleben

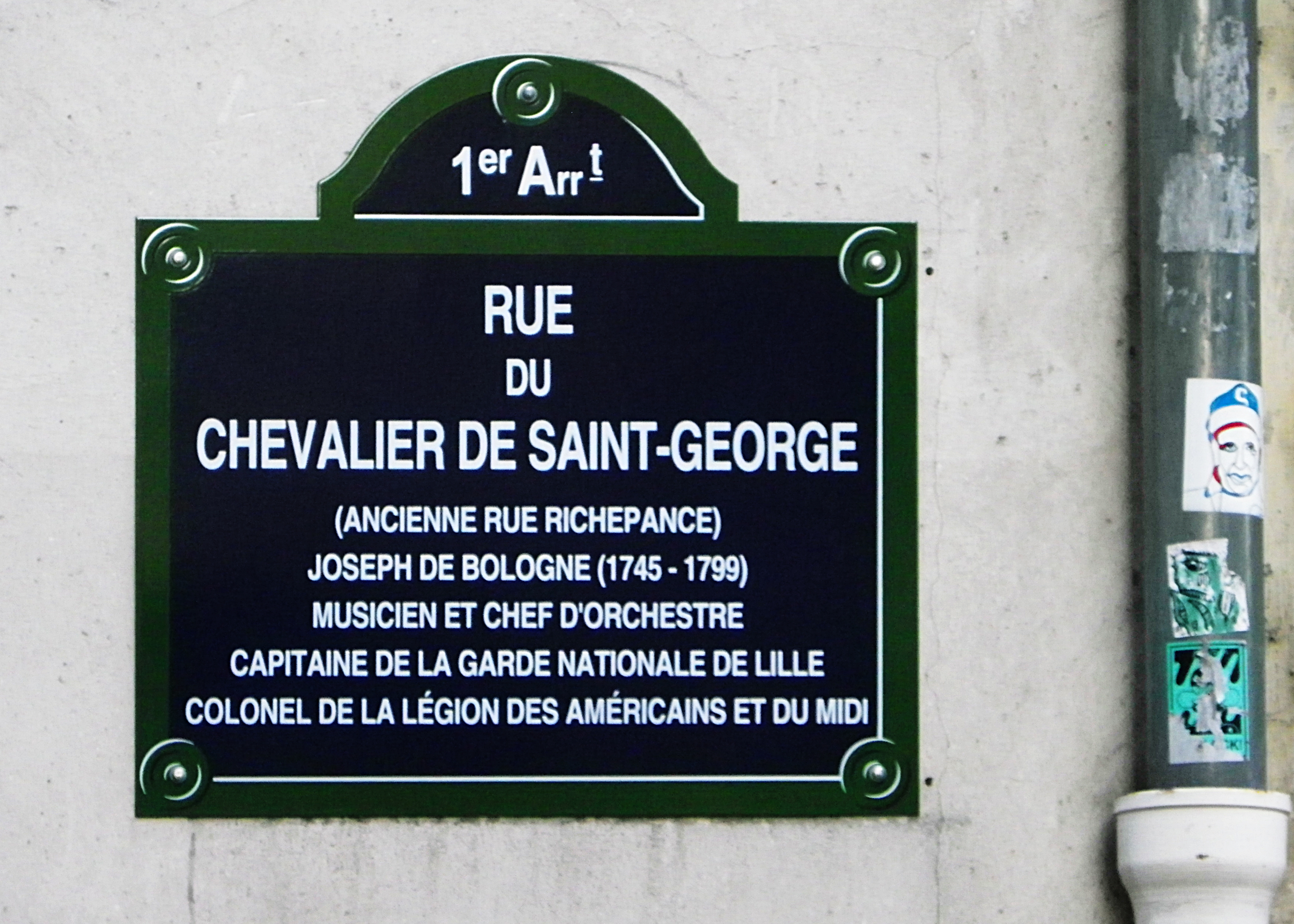
Straßentafel der Rue du Chevalier-de-Saint-George im 1./8. Arrondissement in Paris

Denkmal Saint-Georges’ in Basse-Terre, Guadeloupe

2004 wurde das Leben des Künstlers im Schlosspark von Versailles durch den Künstler Bartabas in einem historischen Spektakel inszeniert. 2003 entstand der kanadische Fernsehfilm („Le Mozart noir“) von Raymond Saint-Jean über sein Leben. Die freie Filmbiografie Chevalier von Stephen Williams hatte im Jahr 2022 Premiere und wurde zeitweilig zum erweiterten Favoritenkreis für die Oscarverleihung 2023 gehandelt. Eine Straße im 1./8. Arrondissement in Paris wurde nach ihm benannt, und sein Heimatort auf Basse-Terre ehrte ihn ebenfalls mit einer Straße und einem Denkmal. Die zuerst benannte Rue de Chevalier de Saint-Georges auf Guadeloupe nennt als Geburtsjahr 1745, während direkt daneben das Denkmal 1739 angibt.

## Stil
Musikalisch ist Joseph Bologne Chevalier de Saint-Georges in die französische Klassik einzuordnen. Besonders seine Lehrer und Gossec prägten seinen instrumentalen wie kompositorischen Stil; auch Einflüsse der Mannheimer Schule und von Joseph Haydn sind zu erkennen. Seine Musik erinnert wie diejenige von Gossec auch stark an den jungen Mozart – wobei Saint-Georges und Gossec jedoch eher als dessen Vorgänger und Vorbilder anzusehen sind und nicht umgekehrt. Laut Banat soll Saint-Georges einen gewissen Einfluss auf Beethoven gehabt haben.

## Werke
Neben seiner Tätigkeit als Dirigent und Violinist komponierte Saint-Georges 14 Violinkonzerte, 2 Sinfonien, 18 Streichquartette, oder Quatuors concertants, 12 Cembalo- und Violinsonaten, Lieder und 6 Opern. L’amant anonyme (1780, deutscher Titel: Der anonyme Liebhaber) ist die einzige Oper, die von ihm erhalten blieb. Die Sinfonia concertante (acht Konzerte für mindestens zwei Solisten und Orchester sind bekannt) gehörte zu von Bolognes besonders gepflegten zeitgenössischen musikalischen Formen und sollen Mozart, so wird verschiedentlich angenommen, sehr beeindruckt und inspiriert haben.

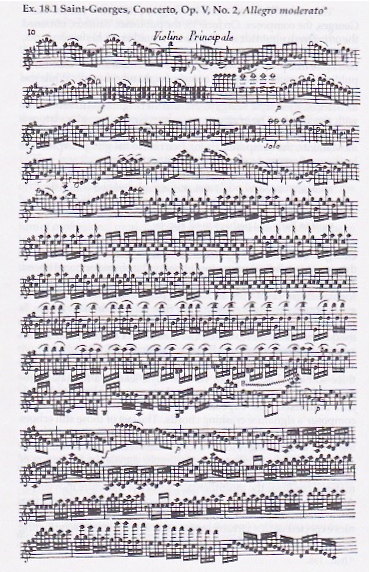
Seite aus dem Konzert op. V, Nr. 2 von Saint-Georges mit Batteries und Bariolages

## Biografische Quellen

### Romane
Romane über sein Leben schrieben in neuerer Zeit Roland Brival (1991), Daniel Picouly (2003) und Daniel Marciano (2005) sowie zuletzt Jan Jacobs Mulder (2018).

### Kinderbuch
- Lesa Cline-Ransome (Autor), James E. Ransome (Illustrator): Before There Was Mozart. The Story of Joseph Boulogne, Chevalier de Saint-George. Schwartz & Wade, Toronto 2011 (englisch).

### Film
- Le Mozart noir. Reviving A Legend. Dokumentarfilm, Kanada 2003.[19]
- Chevalier. Spielfilm, USA 2022 (mit Kelvin Harrison Jr. in der Titelrolle).